# Nazionale maschile di hockey su prato di Cuba
La nazionale di hockey su prato di Cuba è la squadra di hockey su prato rappresentativa di Cuba.

## Partecipazioni

### Mondiali
- 1971 – non partecipa
- 1973 – non partecipa
- 1975 – non partecipa
- 1978 – non partecipa
- 1982 – non partecipa
- 1986 – non partecipa
- 1990 – non partecipa
- 1994 – non partecipa
- 1998 – non partecipa
- 2002 – 16º posto
- 2006 – non partecipa
- 2010 – non partecipa
- 2014 – non partecipa
- 2018 – non partecipa

### Olimpiadi
- 1908-1976 – non partecipa
- 1980 – 5º posto
- 1984-2008 – non partecipa

### Champions Trophy
- 1978-2008 – non partecipa

### Pan American Cup
- 2000 - Campione
- 2004 - non partecipa